# Girolamo Ghinucci
Girolamo kardinal Ghinucci (tudi Ginucci), italijanski rimskokatoliški duhovnik, škof in kardinal, * 1480, Siena, † 3. julij 1541.

## Življenjepis
Med 16. oktobrom 1512 in 30. julijem 1518 je bil škof Ascoli Picene. 10. septembra 1523 je bil imenovan za apostolskega administratorja Malte; to je opravljal do 20. marca 1538. 
31. maja 1535 je bil imenovan za kardinal-duhovnika S. Balbina, 25. januarja 1537 pa še za S. Clemente.